# Parasitismo social
Parasitismo o parasitismo social es un término despectivo que se refiere a un grupo o una clase dentro de una sociedad que se considera que perjudica a la mayoría, al obtener injustas ventajas de ella de alguna manera reñida con la ética o moral dominante u oficialmente impuesta.

## Historia
En varios países, en diferentes tiempos, especialmente durante períodos de agitación social como la Revolución francesa de 1789 o la rusa de fines de 1917 se usó esa frase para referirse a una clase social entera, como la aristocracia o la burguesía. Entre éstos, particularmente los rentistas eran acusados de vivir a partir de un ingreso no ganado por lo que eran declarados oficialmente como parasitarios en oposición a la clase trabajadora.
El texto de La Internacional, la famosa canción del internacionalismo socialista que sería adoptada como el himno soviético entre 1917 y 1941, contenía una explícita referencia a los parásitos en varios idiomas (entre ellos, el ruso). En la versión soviética en particular puede encontrarse una referencia explícita a los parásitos:
| Ruso Лишь мы, работники всемирной Великой армии труда! Владеть землёй имеем право, Но паразиты – никогда! | Transliteración Lish my, rabotniki vsemirnoy Velikoy armii truda! Vladet zemlioy imeyem pravo, No parazity, nikogda! | Traducción Sólo nosotros, los trabajadores de todo el mundo ¡Gran ejército del trabajo! tiene el derecho a poseer la tierra, ¡Pero los parásitos, jamás! |

No obstante, el concepto de clases sociales supuesta o realmente parasitarias no ha estado históricamente limitado de manera exclusiva a la izquierda. Mientras que los socialistas (sobre todo los de tradición marxista) ven a la “clase dominante burguesa” como parasitaria, las teorías de varios filósofos liberales y neoliberales, y economistas en favor del libre mercado (como el premio Nobel de economía estadounidense Milton Friedman), han acusado de ser parasitarios a cierta categoría de individuos pobres que no trabajan y que tampoco desean hacerlo (análogo al fenómeno conocido como problema del polizón o del free rider).
Por otro lado, la progresiva aparición de algunos Estados de bienestar en Europa Occidental a mediados del siglo XX (de los cuales la histórica socialdemocracia sueca es el modelo paradigmático) ha tenido como desagradable efecto colateral negativo el hecho de que muchos individuos se hayan convertido en parásitos sociales, llegando a acostumbrarse a vivir de la seguridad social. Por ejemplo, en Suecia se han reportado más faltas al trabado debido a supuestas enfermedades que en cualquier otro país. Dinamarca y España son otros dos Estados europeos que han sufrido los problemas derivados de los seguros de desempleo excesivamente generosos. Este punto de vista prevalece particularmente entre aquellos más liberales desde el punto de vista económico (como la franja más pro-mercado de los neoconservadores o neocon estadounidenses), quienes han llegado a considerar al “vividor de bienestar” como la quintaesencia de lo que es un parásito social.
Por su parte, la pensadora liberal ruso-estadounidense Ayn Rand (1905-82), en su ética objetivista, define a un parásito social como aquella persona que no contribuye a la sociedad y que además, rompiendo las reglas de esta, se beneficia de ella y termina contribuyendo a su debilitamiento (por ejemplo, al establecer un nivel de impuestos excesivo a la mayoría trabajadora de esa sociedad).

## Casos históricos

### Japón
En la nación nipona la frase solteros parásitos (パラサイトシングル, parasaito shinguru) es usada para referirse a los individuos que viven con y de sus padres hasta una edad relativamente avanzada (fines de sus veinte o comienzos de sus treinta), para así disfrutar de una vida cómoda o confortable y momentáneamente despreocupada. La variante “solteros parasitarios” también suele ser utilizada algunas veces. Un porcentaje de éstos corresponden a hikikomoris (“recluidos”).

### Alemania nazi
Durante la década de 1930, el régimen nazi lanzó una campaña de propaganda para retratar a los enfermos mentales y a los discapacitados como “parásitos de la sociedad”, dentro de su doctrina supremacista destinada a la búsqueda de la pureza y de la “higiene” racial (Véase al respecto el artículo Aktion T4).
Los nazis veían a algunos grupos de individuos (especialmente a los judíos, pero también a los eslavos, gitanos, homosexuales, etc.) como “subhumanos” (untermensch) y usualmente los comparaban con parásitos, ratas y otras alimañas.

### Unión Soviética
En la URSS, la cual autoproclamaba ser un “Estado proletario”, se esperaba que cada persona adulta que no sufriera de una discapacidad (seria) trabajase hasta su edad de jubilación oficial.
Dado que el desempleo había sido oficial y teóricamente eliminado en el país, aquellos que no trabajaban, estudiaban o brindaban algún servicio se exponían a ser acusados penalmente de parasitismo (en ruso: тунея́дство, transliterado como tunieyádstvo) y hasta, en algunos casos,  llegaban a ser declarados enemigos del pueblo.
No obstante, los cargos de parasitismo social eran frecuentemente aplicados (muchas veces de manera injusta o ilegítima) contra los disidentes y los refuseniks, muchos de los cuales pertenecían a la intelectualidad (intelligentsia) soviética. Como sus escritos eran casi siembre considerados como ideológicamente ofensivos por el régimen soviético, el Estado -virtualmente el único empleador- les solía impedir la obtención de una ocupación formal. Para evitar los juicios por supuesto parasitismo, muchos de ellos aceptaron tomar trabajos no calificados (pero que no demandaban demasiado tiempo), como barredores de calles o bomberos. Estos les permitían no quedar al margen de la ley, a la vez que continuar realizando su ocupación principal, como escritores de obras literarias o como investigadores a título individual.
La lista de aquellos indeseables arrestados y acusados del delito de “parasitismo social” llegaría a incluir algunos nombres notables, como por ejemplo al poeta Iósif Brodsky, que fue condenado en 1964 a cinco años de destierro, pasando de vivir en Leningrado (la actual San Petersburgo) al exilio interno en una remota localidad del también nórdico óblast de Arjánguelsk. Unos veinte años después, en 1987 (en plena era de la glásnost y perestroika bajo el líder soviético Mijaíl Gorbachov), obtendría el Premio Nobel de Literatura.

### Sudáfrica
También han existido denuncias de que, durante el régimen sudafricano de segregación racial o apartheid (1948-94), individuos negros o mestizos (coloured) fueron acusados de parasitismo social.